# Jenseits (2006)
Jenseits ist ein österreichischer Mysterythriller aus dem Jahr 2006. Stefan Müller führte nicht nur Regie, sondern war auch Hauptverantwortlicher hinter der Kamera. Realisiert wurde der Film durch den Einsatz des unabhängigen Grazer Nachwuchsfilmvereins LOOM.
Auf der offiziellen Seite von Jenseits heißt es: „Die Erzählung rankt sich um einen fiktiven Mythos rund um die menschliche Vorgeschichte und Entstehung einer unmenschlichen Gestalt, deren Schicksal noch 300 Jahre später – in der Gegenwart des 21. Jahrhunderts – seine Auswirkungen auf die Suche eines jungen Mannes nach seiner verschwundenen Liebe zeigt. Die kunstvolle Verwebung von Mythos und Realität, Vergangenheit und Gegenwart entführt den Zuschauer zwei Stunden lang in eine phantastische Welt jenseits unserer alltäglichen Erfahrungen.“

## Handlung
Die Handlung des Films spielt im 18., 19. sowie im 21. Jahrhundert: 
Thomas Ritter, ein junger Programmierer, führt in Graz ein ruhiges, unkompliziertes aber auch einsames Leben. Während er tagsüber mit seiner Chefin, Frau Rothschedl, klarkommen muss, die zu cholerischen Reaktionen neigt und keine Gelegenheit verstreichen lässt, aufgestauten Frust an ihren Untergebenen auszulassen, entspannt er sich abends mit Videofilmen. Befreundet ist Thomas mit dem gleichaltrigen Christian Rossmann, der im Gegensatz zu diesem seine Jugend in vollen Zügen genießt.
Eines Tages jedoch lernt Thomas in einer Videothek die etwa gleichaltrige Tamara Weiss kennen, woraufhin sich sein Leben schlagartig ändert. Tamaras offene und warmherzige Art spricht Thomas sofort an und auch Tamara findet Thomas von Anfang an sympathisch. Die beiden jungen Menschen verlieben sich und Thomas kann endlich seiner Einsamkeit entfliehen. 
Als Thomas einige Zeit später von einem Auto auf der Straße angefahren wird, nimmt sein Leben wiederum eine nicht vorhersehbare Wendung. Vorübergehend fällt er ins Koma und muss, als er daraus wieder erwacht, von seinem Freund Christian erfahren, dass Tamara nicht mehr da ist. Seine Suche nach ihr sei ergebnislos geblieben. Mehr noch deute nichts darauf hin, dass es Tamara je gegeben habe. Kaum geht es Thomas etwas besser, macht er sich mit Christian auf die Suche nach der jungen Frau. Doch finden beide nirgendwo auch nur die geringste Spur, die Aufschluss über ihr Verschwinden geben könnte. Ganz im Gegenteil, scheint es so, als habe Tamara nie existiert.
Je länger sich Thomas’ Suche hinzieht, desto mysteriöser wird sie. Es scheint so, als gebe es eine Wahrheit, die seit Jahrhunderten verborgen ist. Als Thomas einen lange Zeit verborgenen Talisman, eine silberne Kette, aufspürt, vollzieht sich abermals eine Wende. Es beginnt eine Odyssee mit schwer deutbaren Spuren und mysteriösen Ereignissen, die Thomas letztendlich erkennen lässt, dass etwas sehr, sehr Altes und Böses über sein Handeln und Tun wacht und nur darauf zu warten scheint, zuschlagen zu können. Thomas muss sich einer Herausforderung stellen und sieht sich mit einem Wesen konfrontiert, das ihm haushoch überlegen ist und dessen Tat vor mehr als 300 Jahren schwerste Konsequenzen auslöste. Es kommt eine bedeutungsschwere Nacht, in der Thomas ahnt, dass sich nicht nur sein Schicksal entscheiden wird. Der Talisman führt Thomas in dieser Nacht zu einem Todesboten Luzifers, der vor über 300 Jahren seine Seele an den Teufel verkauft hat, um das Leben seiner sterbenden Frau zu retten. Er brachte dieses Opfer aber vergeblich.
Am Ende stellt sich heraus, dass Thomas längere Zeit im Koma lag und all das, was geschehen ist, ihm nur in diesem Zustand widerfahren ist. Als er tatsächlich erwacht, kann er an sein Leben vor dem Unfall anknüpfen.

## Produktion

### Produktionsnotizen
Der Filmaufnahmen entstanden im Zeitraum 24. Juli 2004 bis 12. August 2005 an circa 74 Drehtagen mit circa 30 verschiedenen Motiven. Die Drehorte waren unter anderem Graz, Birkfeld und Eggersdorf in der Steiermark sowie Gerersdorf im Burgenland. Sämtliche Crewmitglieder und auch die Darsteller arbeiteten, ohne dafür bezahlt zu werden. Nur so war es möglich, den Ultra-Low-Budget-Film überhaupt zu finanzieren. Für die gesamte Crew war diese Art der Arbeit Neuland, mitunter waren auch einige „alte Hasen“ der Filmbranche an den Dreharbeiten beteiligt. Insgesamt war das Team jedoch sehr jung, so war der Regisseur des Films Stefan Müller zur Entstehungszeit gerade mal 21 Jahre alt. Sowohl Hauptdarsteller als auch die Nebendarsteller waren dato nur wenig bekannt, lediglich Thomas Stipsits hatte sich bereits als aufstrebender Kabarettist einen Namen gemacht. Andreas Vitásek und Reinhard Nowak wiederum waren bereits aus Film und Fernsehen bekannt.
Die steirische Filmförderungsinstitution Cine Styria stellte gemeinsam mit der Stadt Graz den wichtigsten finanziellen Partner dar. Der Schweizer Komponist Matthias Erb wurde extra eingeflogen.

### Soundtrack
- Wonderful Day von und mit Birgit Zach
- Einsam, geschrieben von Birgit Zach, vorgetragen von Anna Voglmeier
- Wart ich schon auf dich von Birgit Zach, vorgetragen von Anna Voglmeier
- U & Me, geschrieben und vorgetragen von Chris Watzik
- Some Music von Christian Scheucher, vorgetragen von Vesna Petković
- Yingmedi Yong, geschrieben und vorgetragen von Sandy Lopicic
- Lucky Girl von Tianis, Remix Paul Wegschaider
- F.-U.-T., geschrieben und vorgetragen von Robert Aichhorn
- Konga Theme, geschrieben und vorgetragen von Christian Scheucher
- Enter the Kingdom, geschrieben und vorgetragen von Christian Scheucher

### Hintergrund
LOOM ist ein Grazer Nachwuchsfilmverein, der hauptsächlich an deutschsprachigen Independentfilmen beteiligt ist.
Nach Legende war Jenseits ihr zweiter Kinofilm, aber die Gruppe um LOOM zeichnet auch für diverse Kurzfilme, die unter anderem auf der „Jenseits“-DVD zu finden sind, verantwortlich.

### Veröffentlichung, Budget
Erstmals veröffentlicht wurde der Film am 12. Jänner 2006 in Wien, am 21. März 2006 kam er dann allgemein in die österreichischen Kinos. In Graz fand die Premiere von Jenseits am 27. Jänner 2006 statt und in Klagenfurt am 21. Mai 2006. Im österreichischen Kärnten war diese am 4. Juni 2006. In Villach in Österreich wurde der Film am 1. Dezember 2006 vorgestellt. DVD-Premiere hatte Jenseits am 20. April 2007 in Österreich, herausgegeben vom Studio Hoanzl.
In Deutschland fand die Premiere des Films am 21. Oktober 2006 auf dem Indigo Filmfest statt.
Dem Film stand laut Angabe in der IMDb ein geschätztes Budget von 70.000 € zur Verfügung. Robert Niessner, der Produzent des Films, führte allerdings aus, dass das Gesamtbudget des Films bei 40.000 € gelegen habe, wobei alle Beteiligten vollständig auf eine Gage verzichtet und in ihrer Freizeit und an Wochenenden an insgesamt 74 Drehtagen gearbeitet hätten. In dem fertigen Produkt hätten über drei Jahre Arbeit gesteckt.

## Kritik
Auf der Seite Project Silence hieß es, Österreich könne „also doch gute Filme machen“. Die Story klinge „interessant“, die Trailer seien „ansprechend“ und auch das Cover könne sich sehen lassen. Es seien eindeutig „sehr begabte Menschen am Werk“ gewesen, „sowohl vor als auch hinter der Kamera“. Zwar merke man manchen Jungdarstellern noch „eine kleine Unsicherheit an“, das gebe sich aber im Verlauf des Films. Die Story sei „auch wirklich sehr interessant“ und vor allem „das Ende“ sei „echt überraschend“. Wer also „an einem guten, österreichischen Mystery-Thriller interessiert“ sei, solle sich ‚Jenseits‘ auf alle Fälle ansehen.
Auf der Seite Loom Independent Genre Kino aus Österreich wurde ausgeführt, mit dem Mystery-Thriller Jenseits produziere „die junge Filmgruppe Loom einen Nachwuchs-Spielfilm, der für österreichische Maßstäbe nicht nur inhaltlich ungewöhnlich“ sei. „Die kunstvolle Verwebung von Mythos und Realität, Vergangenheit und Gegenwart“ entführe „den Zuschauer zwei Stunden lang in eine phantastische Welt jenseits unserer alltäglichen Erfahrungen“.